# جاك فلانغن (سياسي)
جاك فلانغن (بالإنجليزية: Jack Flanagan)‏ هو سياسي أسترالي، ولد في 11 يوليو 1888 في كوينبيان في أستراليا. حزبياً، نشط في حزب العمال الأسترالي. وقد انتخب عضو الجمعية التشريعية نيو ساوث ويلز.